# Nakilat Q-Max-Klasse
Die Q-Max-Klasse ist eine Baureihe von Flüssiggastankern der Qatar Gas Transport Company (NAKILAT) aus Katar. Die Schiffe sind 2022 die weltweit größten Schiffe ihrer Art.

## Einzelheiten
Die im November 2004 in Auftrag gegebene Bauserie wurde in den Jahren 2007 bis 2010 von den Werften Samsung Heavy Industries und Daewoo Shipbuilding & Marine Engineering in Geoje gebaut. Die Einheiten wurden gebaut, um LNG von der Qatar Liquefied Gas Company weltweit zu verschiffen. Die Abmessungen der Schiffe ergaben sich aus der maximalen abzufertigenden Größe im Verladehafen, dem Qatargas-2-Terminal in Ras Laffan, Qatar (Q-Max).
Der Eigner NAKILAT hat die Schiffe an Qatargas verchartert, das Management wird durch die Shell International Trading & Shipping Company (STASCO) in London durchgeführt.

## Die Schiffe
| Nakilat Q-Max-Klasse         | Nakilat Q-Max-Klasse | Nakilat Q-Max-Klasse | Nakilat Q-Max-Klasse | Nakilat Q-Max-Klasse       |
| Bauname                      | Bauwerft/ Baunummer  | IMO-Nummer           | Ablieferung          | Spätere Namen und Verbleib |
| ---------------------------- | -------------------- | -------------------- | -------------------- | -------------------------- |
| Mozah                        | Samsung/1675         | 9337755              | September 2008       | So in Fahrt                |
| Umm Slal                     | Samsung/1676         | 9372731              | November 2008        | So in Fahrt                |
| Al Ghuwairiya                | Daewoo/2255          | 9372743              | Dezember 2008        | So in Fahrt                |
| Bu Samra                     | Samsung/1677         | 9388833              | Dezember 2008        | So in Fahrt                |
| Lijmiliya                    | Daewoo/2256          | 9388819              | Januar 2009          | So in Fahrt                |
| Al Samriya                   | Daewoo/2257          | 9388821              | Februar 2009         | So in Fahrt                |
| Al Mayeda                    | Samsung/1694         | 9397298              | Februar 2009         | So in Fahrt                |
| Mekaines                     | Samsung/1695         | 9397303              | März 2009            | So in Fahrt                |
| Al Mafyar                    | Samsung/1697         | 9397315              | Mai 2009             | So in Fahrt                |
| Shagra                       | Samsung/1751         | 9418365              | November 2009        | So in Fahrt                |
| Al Dafna                     | Samsung/1726         | 9443683              | Oktober 2009         | So in Fahrt                |
| Zarga                        | Samsung/1752         | 9431214              | März 2010            | So in Fahrt                |
| Aamira                       | Samsung/1753         | 9443401              | Mai 2010             | So in Fahrt                |
| Rasheeda                     | Samsung/1754         | 9443413              | August 2010          | So in Fahrt                |
| Daten: Equasis, grosstonnage |                      |                      |                      |                            |